# Force Publique
La Force Publique (fɔʁs pyblik, "Forza Pubblica"; in olandese Openbare Weermacht)  era una forza militare e di gendarmeria dello Stato Libero del Congo creata nel 1885. Dopo l'indipendenza e la proclamazione della Repubblica Democratica del Congo nel 1960, venne sostituita dall'Esercito Nazionale Congolese.

## Istituzione
La Force Publique venne inizialmente concepita nel 1885, quando il re Leopoldo II del Belgio, che manteneva lo Stato Libero del Congo come sua proprietà privata, ordinò al suo segretario degli Interni di creare forze militari e di polizia per lo Stato. Poco dopo, nei primi mesi del 1886, il capitano Léon Roger (dei Carabinieri dell'esercito belga) venne inviato in Congo con l'ordine di stabilire la forza. Pochi mesi dopo, il 17 agosto, venne promosso a "Comandante della Force Publique". Venne inviato anche un certo numero di altri ufficiali e sottufficiali belgi nel territorio come nucleo del corpo ufficiali. Gli ufficiali della Force Publique erano del tutto europei. Fra di loro vi era anche l'allora tenente colonnello italiano Carmelo Scardino, comandante di due campi d'addestramento. Gli ufficiali costituiti da un misto di soldati regolari belgi e mercenari di altri paesi che vennero attratti dalla prospettiva di ricchezza o semplicemente dall'avventura del servizio in Africa.

## Il ruolo nello Stato Libero del Congo

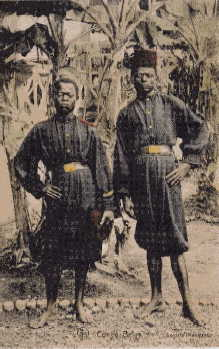
Due soldati della Force Publique a Fort de Shinkakasa. Sono indicate le uniformi blu e rosse indossate fino al 1915

Per comandare la sua Force Publique, Leopoldo II poteva contare su un misto di volontari (ufficiali regolari distaccati dall'esercito belga), mercenari ed ex ufficiali degli eserciti di altre nazioni europee, soprattutto di Scandinavia, Italia e Svizzera. A questi uomini, il servizio nello Stato Libero del Congo offriva esperienza militare, avventura e, per come la vedevano, l'opportunità di partecipare a un'impresa umanitaria. Dal 1886 al 1908 il corpo degli ufficiali era composto da 648 belgi, 112 italiani, 53 danesi, 47 svedesi, 26 norvegesi e numeri minori reclutati da altre nazioni, come il Regno Unito e gli Stati Uniti.
A servire sotto questi ufficiali europei era una soldatesca africana etnicamente mista, che alla fine divenne paragonabile agli àscari messi in campo da altre potenze coloniali europee. Molti vennero reclutati o arruolati da "tribù guerriere" nell'Alto Congo, altri erano mercenari tratti da Zanzibar e dall'Africa occidentale (Hausa nigeriani). Il ruolo richiesto alla Force Publique era sia quello di difesa del territorio dello Stato Libero che di pacificazione interna. Negli anni 1890, la Force Publique sconfisse gli schiavisti africani e arabi nel corso della guerra congo-araba (1892-1894), che causò decine di migliaia di vittime.
Col passare del tempo, la Force Publique iniziò a reclutare sempre più e a fare affidamento su ufficiali belgi e soldati nativi congolesi, così che i mercenari stranieri bianchi e neri furono per lo più eliminati nel 1908.

### Le atrocità contro la popolazione
Sotto Leopoldo la Force Publique venne descritta come un "esercito eccezionalmente brutale". Un importante scopo della Force era quello di far rispettare la raccolta della gomma ed altre forme di lavoro forzato. Armati con armi moderne e chicotte - una frusta in pelle d'ippopotamo - i soldati della FP spesso presero e maltrattarono ostaggi (a volte donne, che venivano tenute prigioniere per costringere i loro mariti a trovare quote di gomma). I rapporti dai missionari stranieri e dai funzionari consolari dettagliarono un certo numero di casi in cui gli uomini e le donne congolesi venivano fustigati o stuprati dai soldati della Force Publique, incontrollati dai loro ufficiali e sottufficiali. Bruciarono anche villaggi recalcitranti, e ci sono prove, comprese fotografie, che i soldati della FP tagliavano mani umane sia come trofei che per mostrare che i proiettili non erano stati sprecati, o (tagliando le membra ai bambini) per punire i genitori che si riteneva non lavorassero abbastanza duramente nelle piantagioni di gomma.
Durante il periodo dello Stato Libero, la Force Publique soffrì di problemi istituzionali. Durante i primi anni della forza, gli ammutinamenti di soldati neri si verificarono più volte. All'inizio degli anni 1890, gran parte della parte orientale dello Stato Libero era sotto il controllo dei commercianti arabi d'avorio e di schiavi (anche se il governo fu in grado di ristabilire il controllo sull'est dalla metà degli anni 1890). Ci furono anche problemi organizzativi abbastanza prevalenti durante l'epoca dello Stato Libero. Con molti distaccamenti della Force Publique stanziati in aree remote del territorio, alcuni ufficiali presero ad utilizzare i soldati sotto il loro controllo per ulteriori programmi economici privati piuttosto che concentrarsi sulle preoccupazioni militari. Alla fine del 1891, la forza contava 60 ufficiali, 60 sottufficiali e 3.500 soldati neri. Tribù e milizie amichevoli venivano spesso usate per aiutare a esercitare il controllo sulle parti più esterne dello Stato Libero. Nel 1900, la Force Publique contava 19.000 uomini.

## Le attività durante l'autonomia belga

### Organizzazione e ruolo

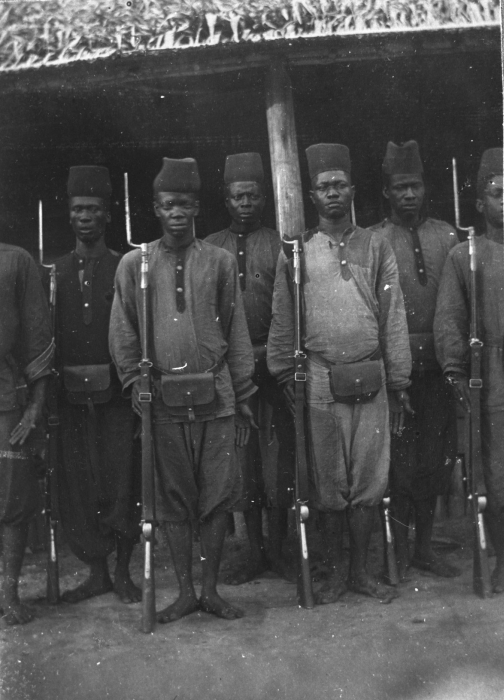
Soldati della Force Publique nel 1910

Dopo l'acquisizione dello Stato Libero da parte del governo belga nel 1908, le nuove autorità riorganizzarono la Force Publique. Tuttavia, questo processo fu piuttosto lento e venne completato solo durante la prima guerra mondiale. Sebbene la nuova amministrazione belga fosse "più illuminata" rispetto al suo predecessore, cercò comunque di mantenere bassi i costi dell'esercito coloniale. Di conseguenza, la proporzione di ufficiali belgi incaricati ad ascari (da circa uno a cento) era molto bassa per gli standard della maggior parte degli eserciti coloniali di questo periodo. Anche le armi della Force Publique rimasero per lo più obsolete a causa dei rigidi vincoli di bilancio dell'amministrazione coloniale. La maggior parte degli ascari erano armati con fucili Albini-Braendlin da 11 mm a colpo singolo, anche se i quadri e le unità bianche del Katanga ricevettero fucili Mauser modello 1889 migliori. Altre armi includevano mitragliatrici Maxim, un numero minore di mitragliatrici Madsen, cannoni Nordenfelt da 4,7 cm e Krupp da 7,5 cm.
Le divise del vecchio Stato Libero rimasero in uso presso la Force Publique fino alla prima guerra mondiale: gli ufficiali belgi indossarono divise bianche fino alla fine del 1914, mentre l'uniforme blu (con rifiniture rosse intorno al collo e lungo l'apertura frontale), il fez rosso e la fascia degli ascari vennero gradualmente eliminate in una serie di modifiche durante il 1915-1917. Successivamente, ufficiali e ascari indossarono una varietà di uniformi color cachi.

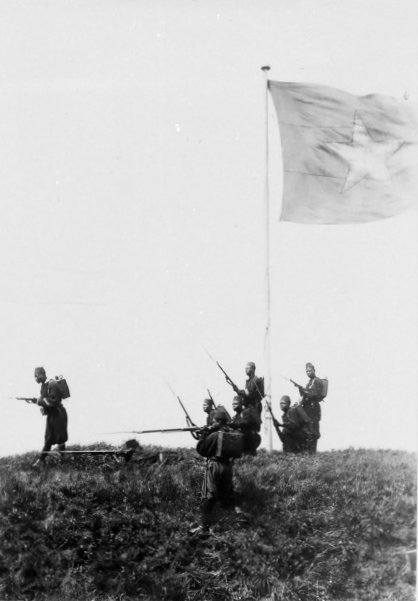
La Force Publique, 1928

La Force Publique era organizzata in 21 compagnie separate (originariamente numerate ma in seguito conosciute solo con i loro nomi) ciascuna composta tra 225 e 950 uomini, insieme a un'unità di artiglieria ed una del Genio. L'intera forza contava oltre 12.100 uomini. Le compagnie erano le seguenti: Aruwimi, Bangala, Bas-Congo, Cateracts, Équateur, Ituri, Kasai, Kwango, Lac Léopold II, Lualaba, Lulongo, Makrakas, Makua-Bomocandi, Ponthiérville, Rubi, Ruzizi - Kivu, Stanley Falls, Stanley Pool, Ubangi, e Uele-Bili. C'erano anche sei campi di addestramento reclute contenenti oltre 2.400 uomini.
Queste compagnie della Force Publique alla fine crebbero ad oltre 600 uomini ciascuna ma le loro unità costitutive, note come distaccamenti, vennero sparse così ampiamente che la forza non aveva alcun reale valore militare. Piuttosto la maggior parte di queste subunità consisteva in piccole guarnigioni in postazioni fisse, con funzioni di polizia locale. Era previsto che ogni compagnia amministrativa formasse una Compagnie de Marche di 150 uomini. Ogni Marche o compagnia campale doveva avere quattro ufficiali e sottufficiali belgi più tra 100 e 150 àscari (soldati africani). In linea di principio le compagnie erano composte da due o tre plotoni di 50 uomini. Ci dovevano essere abbastanza compagnie per formare tre battaglioni di Marche. C'erano otto sottufficiali congolesi come parte di questa struttura.
I 2.875 uomini della Troupes de Katanga costituivano una forza semi-autonoma di sei compagnie: quattro de marche e altre due di fanteria, più una compagnia ciclista e un comando di battaglione. Inoltre la Compagnie d'Artillerie et de Génie (Compagnia d'Artiglieria e del Genio) eresse Fort de Shinkakasa alla foce del fiume Congo a Boma. Il forte conteneva otto cannoni da 160 mm presidiati da 200 uomini, più una forza ausiliaria di uguali dimensioni, che videro poco o nessun servizio durante la guerra.

### La prima guerra mondiale

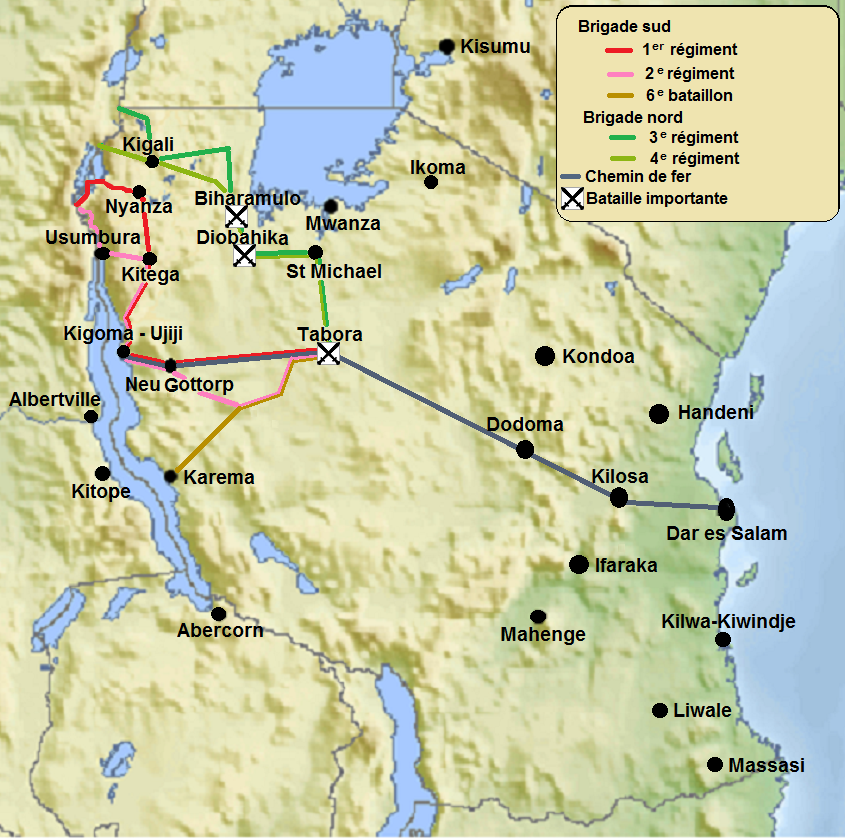
Mappa della campagna del 1916 della Force Publique durante la campagna dell'Africa Orientale

Nel 1914, la Force Publique, comprese le compagnie del Katanga, contava circa 17.000 ascari con 178 ufficiali bianchi e 235 sottufficiali bianchi. La maggioranza prestava servizio in piccoli presidi statici chiamati poste con principalmente un ruolo di polizia. Con lo scoppio della prima guerra mondiale, le unità katangesi vennero organizzate in battaglioni (Ie, IIe e IIIme) per il servizio militare nella Rhodesia settentrionale e nei distretti di frontiera orientale del Congo Belga. La Force Publique riuscì a radunare un altro battaglione da unità più piccole; originariamente chiamato IIIe, ma cambiato in 11e per evitare confusione con il battaglione Katanga IIIéme.

Durante la prima guerra mondiale (1914-1918), una Force Publique espansa servì contro le forze coloniali tedesche nel Camerun, in Ruanda, nel Burundi e nell'Africa Orientale Tedesca. In genere ebbe buoni risultati, guadagnando il rispetto dei suoi alleati britannici e portoghesi, così come quello dei suoi avversari tedeschi.

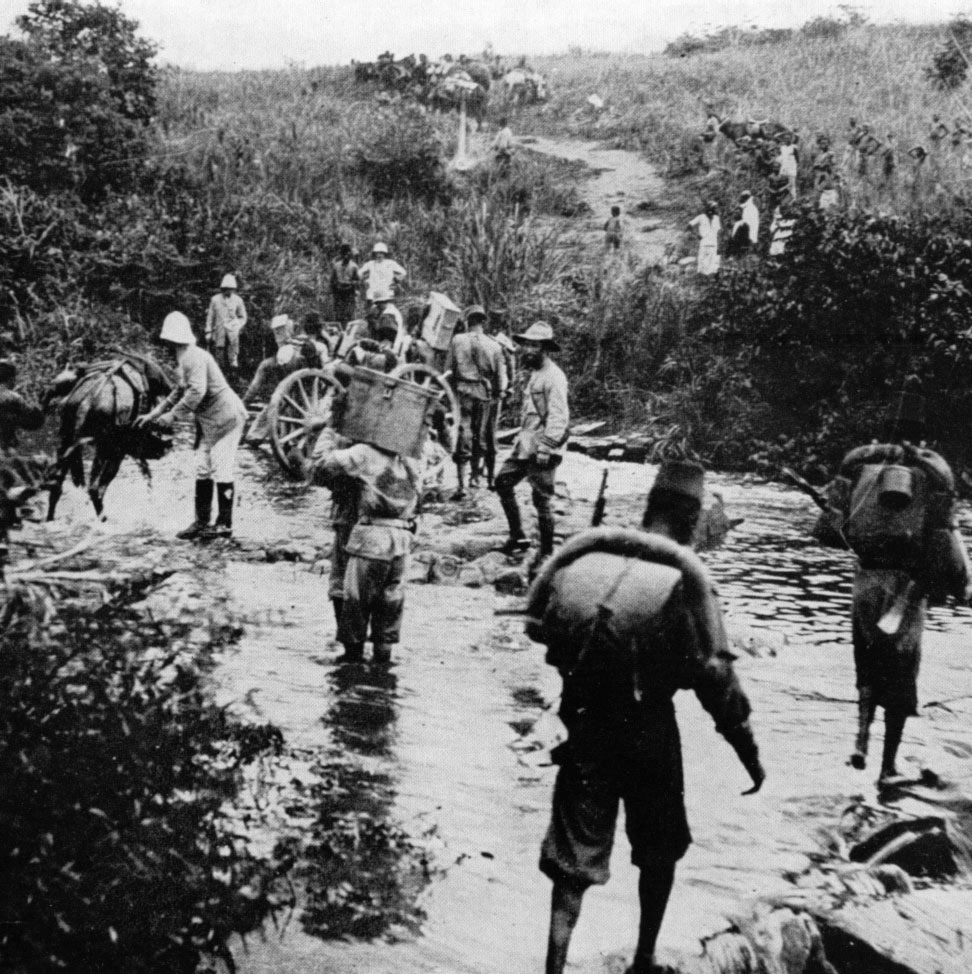
La Force Publique nell'Africa Orientale Tedesca durante la prima guerra mondiale

Dal 1916 la FP crebbe fino a raggiungere una forza di tre Groupes (brigate) mobili, Kivu, Ruzizi, e Tanganica, che comprendevano un totale di 15 battaglioni, forze statiche di presidio e di polizia del 1914. Tuttavia, la Force Publique impiegò fino alla fine del 1915 per completare i preparativi per un'offensiva su larga scala sulla colonia tedesca dell'Africa Orientale tedesca. Le potenze alleate, l'Impero britannico e il Belgio, lanciarono un attacco coordinato alla colonia tedesca; nel 1916 il comandante belga della Force Publique, il tenente generale Charles Tombeur, aveva radunato un esercito di 15.000 uomini supportati da portatori locali e avanzò verso Kigali. Kigali venne presa il 6 maggio 1916. L'esercito tedesco di stanza in Urundi venne costretto a ritirarsi dalla superiorità numerica dell'esercito belga e il 17 giugno 1916 venne occupato il Ruanda-Urundi. La Force Publique e la Lake Force britannica iniziarono quindi una spinta per conquistare Tabora, un centro amministrativo dell'Africa orientale tedesca centrale. L'esercito giunse a prendere Tabora il 19 settembre dopo pesanti combattimenti. Al momento della battaglia di Tabora nel settembre 1916, circa 25.000 uomini erano sotto le armi; durante la guerra le loro azioni vennero sostenute da più di 260.000 portatori locali. Nel 1916, Charles Tombeur venne nominato Governatore Militare dei Territori Occupati dell'Africa Orientale Belga. Dopo l'offensiva di Mahenge e la conquista di Mahenge nel 1917, l'esercito belga congolese controllava circa un terzo dell'Africa orientale tedesca.

### Il periodo interbellico
Dopo la prima guerra mondiale, come delineato nel Trattato di Versailles, la Germania venne costretta a cedere il "controllo" della sezione occidentale dell'ex Africa Orientale tedesca al Belgio. Il 20 ottobre 1924, il Ruanda-Urundi (1924-1945), che consisteva degli odierni Ruanda e Burundi, divenne un territorio di mandato della Società delle Nazioni sotto l'amministrazione belga, con Usumbura come capitale.
Il 10 maggio 1919, l'amministrazione coloniale belga emanò un decreto che riorganizzava formalmente la Force Publique in due armi. Le troupes campees avevano il compito di sorvegliare il confine e proteggere la colonia dalle aggressioni esterne, mentre le troupes en service territoriale erano responsabili del mantenimento della sicurezza interna. I battaglioni di quest'ultime vennero assegnati ad ogni capoluogo di provincia, mentre le compagnie erano di stanza in ogni sede distrettuale.

### La seconda guerra mondiale

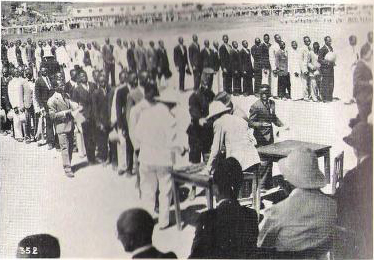
Congolesi si arruolano nella Force Publique durante la seconda guerra mondiale, c. 1943.

Dopo che il Belgio si arrese alla Germania il 28 maggio 1940, il governatore Pierre Ryckmans decise che la colonia avrebbe continuato a combattere a fianco degli Alleati. Con il Belgio occupato, il contributo alla causa alleata del Congo belga fu principalmente di natura economica fornendo rame, tungsteno, zinco, stagno, gomma, cotone e altro ancora. Già prima della guerra l'uranio della miniera di Shinkolobwe veniva spedito a New York; venne poi utilizzato per produrre la bomba atomica di Hiroshima. Anche il contributo militare fu importante: la Force Publique crebbe fino a 40.000 uomini nel corso della guerra, formata in tre brigate, una forza del fiume e un'unità di supporto. Fornì i distaccamenti per combattere le forze italiane durante la campagna dell'Africa orientale e le forze tedesche ed italiane in Medio Oriente.
Alla fine del 1940, l'XI Battaglione della Force Publique venne messo a disposizione delle forze britanniche nel Sudan anglo-egiziano. La 3ª Brigata della Force Publique, insieme all'XI battaglione (5.700 uomini), prese parte alla campagna dell'Africa Orientale Italiana, arrivando dal Congo attraverso il Sudan. Le truppe presero Asosa e Gambela con poca resistenza e misero in fuga le forze italiane a Dembidolo l'8 giugno 1941. Tagliata fuori loro la ritirata, le truppe italiane si arresero al generale Auguste-Édouard Gilliaert il 7 luglio 1941 inclusi nove generali, tra i quali i generali Pietro Gazzera e Arconovaldo Bonacorsi, 370 ufficiali, 2.574 sottufficiali e 1.533 soldati indigeni. Circa 2.000 irregolari nativi aggiuntivi vennero mandati a casa. La Force Publique perse circa 500 uomini durante la campagna dell'Africa orientale, tra cui quattro belgi.
La Force Publique poi contribuì a stabilire un percorso via terra da Lagos, attraverso Fort Lamy e il Sudan, al Cairo. Tra il 1942 e il 1943 un corpo di spedizione di 13.000 uomini venne inviato in Nigeria. Novemila di queste truppe servirono in Egitto e in Palestina. Tornarono al Congo belga alla fine del 1944 senza aver visto il servizio attivo.
La Force Publique inoltre inviò in zona di battaglia il 10° Pronto Soccorso del Congo belga nella zona di battaglia. Tra il 1941 e il 1945 circa 350 congolesi e venti belgi, sotto il comando del colonnello medico Thomas, lavorarono insieme ai servizi medici britannici in Abissinia, Somaliland, Madagascar e Birmania. Dimostrarono il loro valore soprattutto al servizio con il XXXIII corpo d'armata indiano nell'Alto Chindwin, dove vennero distaccati all'11th (East Africa) Division. Durante la confusione insita nella lotta della giungla, l'unità medica belga si trovò in una sola occasione in anticipo delle truppe in prima linea. Questo incidente venne poi utilizzato dagli ufficiali britannici per motivare le truppe combattenti a maggiori sforzi ("anche un ospedale può fare di meglio").

### Fasi finali della dominazione belga
Alla fine del 1940 il comando della FP, riconoscendo la necessità di un supporto aereo per la forza, cominciò a formare l'Aviation militaire de la Force Publique, dotata di macchine civili requisite o situate all'Aeroporto N'Dolo a Leopoldville. La prima macchina acquistata per la forza era un de Havilland DH.85 Leopard Moth, che entrò in servizio il 9 ottobre 1940.

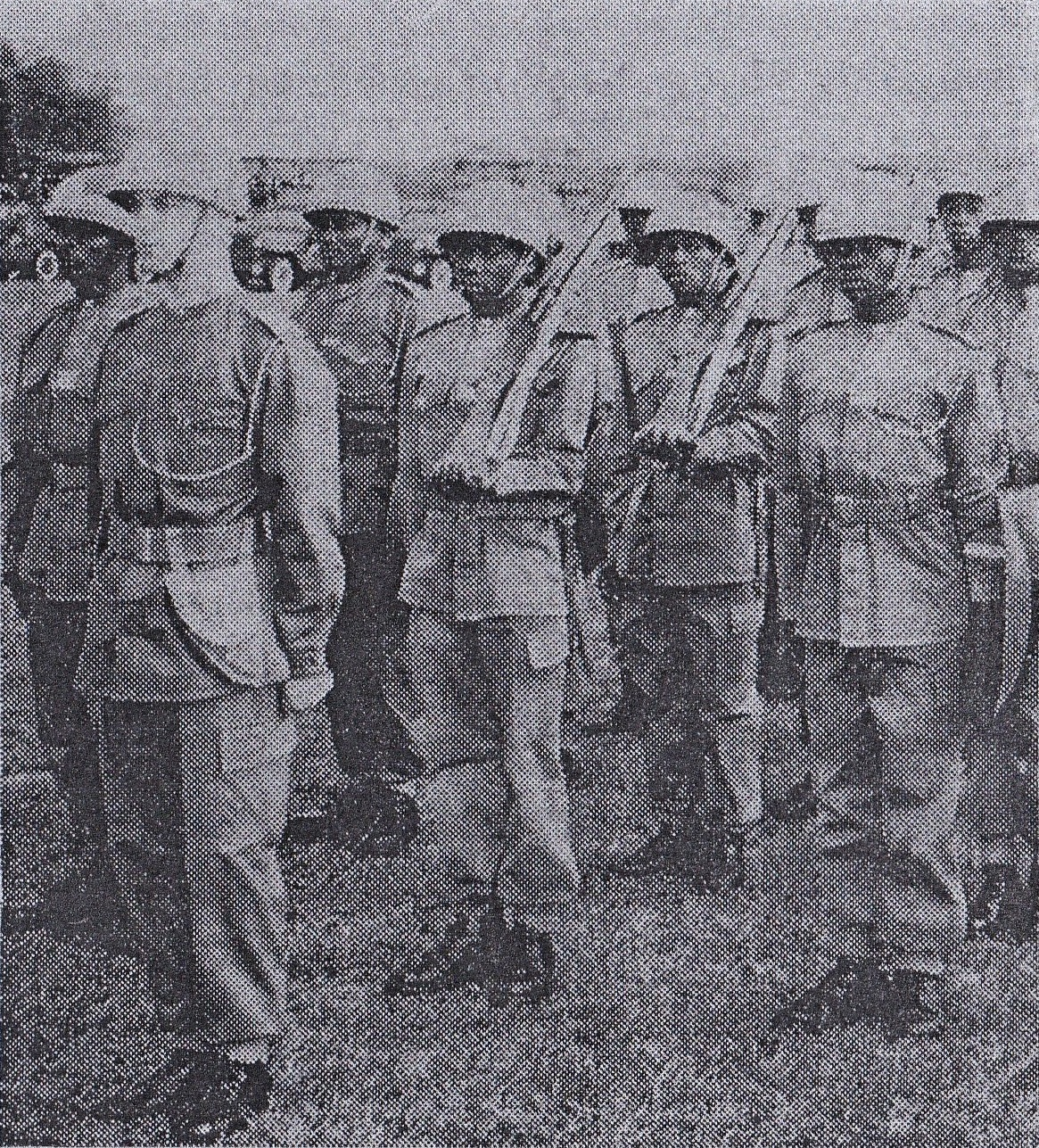
Unità di gendarmeria a Léopoldville, 1959

Per il resto del periodo di governo del Belgio, la Force Publique continuò il suo ruolo congiunto di forza armata di polizia, suddivisa in unità territoriali, incaricate di mantenere l'ordine pubblico, ed unità mobili (tra le due guerre conosciute come unites campees), incaricate della difesa territoriale. Ci fu un ammutinamento del XIV battaglione a Luluaburg nel 1944.
Nel 1945 le unità mobili della FP consistevano in sei battaglioni di fanteria (il V battaglione a Stanleyville, il VI a Watsa, l'VIII a Luluabourg, l'XI a Rumangabo, il XII a Elizabethville, e il XIII a Léopoldville), tre unità di ricognizione, unità di polizia militare, una brigata sotto addestramento a Camp Hardy, una ancora in costituzione a Thysville, quattro cannoni di difesa costiera, e un piccolo elemento di aviazione tra cui due De Havilland DH.104 Dove.

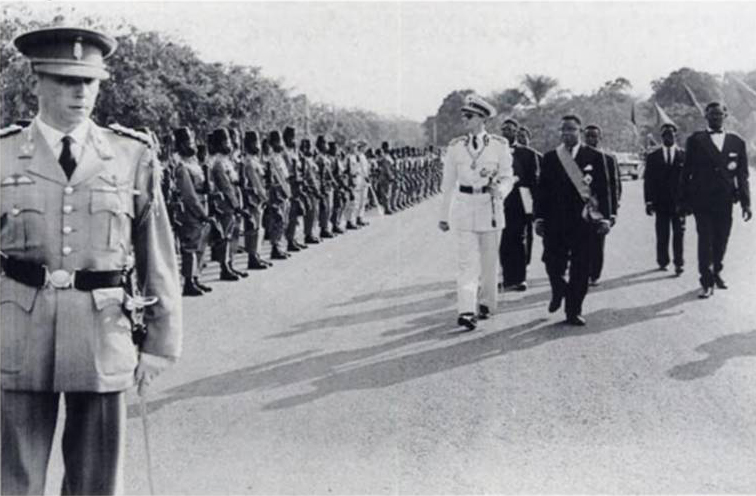
Re Baldovino del Belgio passa in rivista la Force Publique il 29 giugno 1960, penultimo giorno della dominazione belga

Tra il 1945 e il 1960 il Belgio continuò ad organizzare la Force Publique come entità tagliata fuori dalla gente che sorvegliava, con reclute in servizio in unità tribali miste e non più di un quarto di ogni compagnia proveniente dalla provincia in cui servivano. Strettamente disciplinata e foraggiata, la Force Publique impressionava i visitatori del Congo belga con il suo aspetto elegante, ma una cultura della separazione, incoraggiata dai suoi ufficiali belgi, portò ad un comportamento brutale e sfrenato quando i vincoli esterni dell'amministrazione coloniale vennero aboliti nel 1960. L'infame chicote venne abolita solo nel 1955. Il governo belga non fece nessuno sforzo per l'addestramento degli ufficiali congolesi fino alla fine del periodo coloniale e c'erano solo circa 20 allievi ufficiali africani nelle scuole militari in Belgio, alla vigilia dell'Indipendenza. Una gendarmeria distinta venne organizzata nel 1959 tratto dal Servizio Truppe Territoriali della FP. Entro luglio 1959 un totale di 40 compagnie e 28 plotoni di gendarmi erano o addestrati o in addestramento.
Nel 1960, la Force Publique comprendeva tre groupements (Gruppi), ciascuno dei quali copriva due province. Il 1° groupement aveva il suo quartier generale a Elisabethville, nella Provincia del Katanga, secondo Louis-Francois Vanderstraeten. Il 2° groupement copriva Léopoldville e l'Equateur. Il 3° groupement, comandato da un colonnello la cui sede era a Stanleyville, raggruppava le unità della FP a Kivu e nella Provincia Orientale (PO). Esso comprendeva tre battaglioni di fanteria (ognuno di circa 800 uomini), di cui apparentemente 6 battaglioni a Watsa (sotto il tenente colonnello Merckx nel 1960), due battaglioni della gendarmeria (ognuno di circa 860 uomini), una squadriglia di ricognizione (jeep, camion e veicoli blindati M8 Greyhound - circa 300 uomini), una compagnia di trasporti, una compagnia di polizia militare (circa 100 uomini), un plotone di mortai pesanti, una compagnia del Genio da combattimento e un centro d'addestramento a Lokandu.

### L'organizzazione
Vanderstraeten riportò le disposizioni della Force Publique nel luglio 1960:

Mappa che mostra la distribuzione della Force Publique, 1956

- Provincia di Leopoldville: Quartier Generale FP (francese: FP QG), QG 2° Groupement, 13º Battaglione di Fanteria, e 15º Battaglione di Gendarmeria a Leopoldville stessa, 4ª Brigata con 2º e 3º Battaglione di Fanteria a Thysville, insieme al 2º Squadrone di Ricognizione, QG Difese del Basso Fiume (EM Défense du Bas-Fleuve o EM DBF) a Boma, più tre compagnie di Gendarmeria indipendenti e sei plotoni di Gendarmeria indipendenti. L'EM DBF probabilmente comandava ciò che restava dei cannoni di difesa costiera di cui sopra nel 1945.
- Provincia dell'Equateur: QG 4º Battaglione di Gendarmeria a Coquilhatville, 2° Centro d'Istruzione a Irebu (17 OSO, 1214 GS), tre compagnie di gendarmeria indipendenti, quattro plotoni di gendarmeria indipendenti. Il personale stimato totale nella provincia era 46 Officiers et sous-officiers (OSO) e 2.239 Grades et soldats (GS).
- Provincia Orientale: QG 3° Groupement, 5º Battaglione di Fanteria, e 16º Battaglione di Gendarmeria a Stanleyville, 6º Battaglione di Fanteria a Watsa, Squadrone di Ricognizione a Gombari, tre compagnie di gendarmeria indipendenti e quattro plotoni di gendarmeria indipendenti. Il personale stimato totale autorizzato per la provincia era di 150 OSO e di 3456 GS.
- Provincia del Kivu: 3° Centro d'Istruzione, Lokandu (17 OSO e 1194 GS), 11º Battaglione di Fanteria a Rumangabo, QG 7º Battaglione di Gendarmeria a Bukavu, due compagnie di gendarmeria a Bukavu, due compagnie di gendarmeria indipendenti, e quattro plotoni di gendarmeria indipendenti. Il personale stimato totale autorizzato per la provincia era di 76 OSO e di 2870 GS.
- Provincia del Katanga: QG 1° Groupement, 12º Battaglione di Fanteria, 10º Battaglione di Gendarmeria, una compagnia di polizia militare, e groupement  logistico a Elisabethville. 1° Centro di istruzione a Kongolo (17 OSO e 1194 GS), 1° Battalion de Garde e una batteria antiaerea a Kolwezi, 1º Squadrone di Ricognizione a Jadotville. Il personale stimato totale autorizzato per la provincia era di 142 OSO e di 4438 GS.
- Provincia del Kasai: 9º Battaglione di Gendarmeria e 8º Battaglione di Fanteria a Luluabourg.

La forza totale della Force Publique immediatamente prima dell'indipendenza era di 22.403 soldati regolari e sottufficiali congolesi, 599 sottufficiali europei e 444 ufficiali europei.

### I comandanti

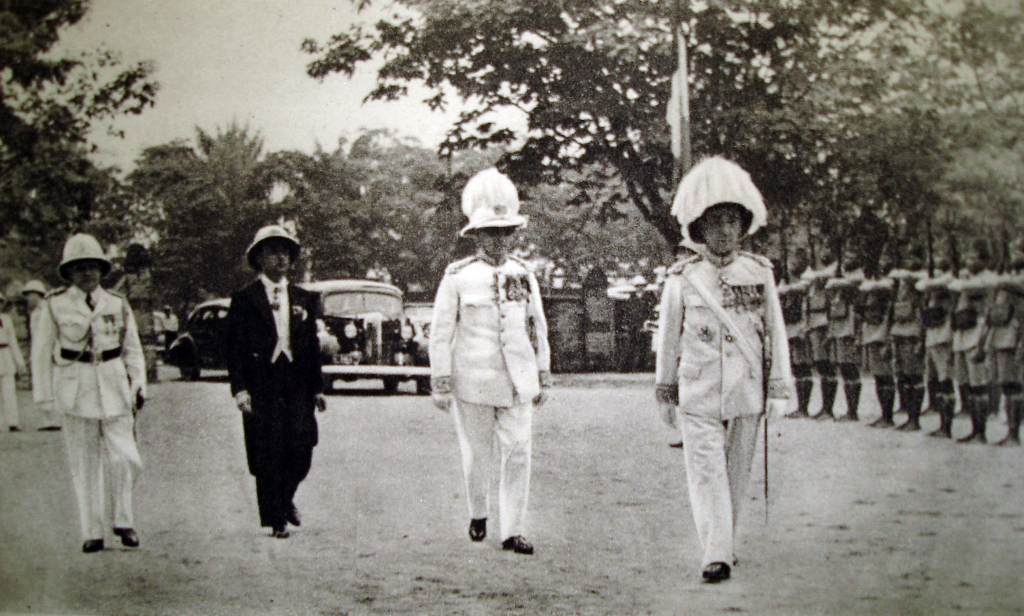
Sua Eccellenza Pierre Ryckmans, Governatore Generale del Congo belga, passa in rivista le truppe della FP all'inaugurazione del monumento a re Alberto I a Léopoldville, 1938

Gli ultimi 15 comandanti della Force Publique furono:
- Tn-Col. Louis Paternoster, maggio 1907 – dicembre 1907
- Col. Joseph Gomins, maggio 1908 – maggio 1909
- Col. Albéric Bruneel, maggio 1909 – marzo 1911
- Tn-Col./Col. Auguste Marchant, marzo 1911 – gennaio 1916
- Mag-Gen. Charles Tombeur, 1916 – maggio 1918
- Mag-Gen. Philippe Molitor, 1918 – aprile 1920
- Tn-Col./Col. Frederik-Valdemar Olsen, 1920 – agosto 1924
- Col./Mag-Gen. Paul Ermens, 1925 – luglio 1930
- Mag-Gen. Leopold De Koninck, luglio 1930 – luglio 1932
- Col. August Servais 1932 – novembre 1933
- Col/Maj-Gen. Émile Hennequin, aprile 1935– novembre 1939
- Lt-Col/Col. Auguste Gilliaert, novembre 1939– dicembre 1940
- Lt-Gen. Paul Ermens, dicembre 1940 – agosto 1944
- Maj-Gen./Lt-Gen. Auguste Gilliaert, agosto 1944 – 1954
- Maj-Gen. Émile Janssens, 1954 – luglio 1960

## Post-indipendenza
Il 5 luglio 1960, cinque giorni dopo che il paese ottenne l'indipendenza dal Belgio, il presidio della Force Publique vicino Léopoldville si ammutinò contro i suoi ufficiali bianchi (che erano rimasti in totale comando) e attaccò numerosi obiettivi europei e congolesi. L'incidente immediato scatenante l'ammutinamento venne segnalato essere stato un discorso privo di tatto da parte del generale belga comandante della FP ai soldati africani in una sala mensa della base principale fuori Léopoldville, in cui affermava che l'indipendenza non avrebbe portato alcun cambiamento nel loro status o del ruolo. L'intenzione del tenente generale Émile Janssens può solo essere stata di sottolineare la necessità di proseguire la disciplina e l'obbedienza agli ordini, ma l'impatto sui soldati, turbati dalle richieste di mantenere l'ordine durante le celebrazioni dell'Indipendenza e timorosi che sarebbero stati esclusi dai vantaggi della nuova libertà, fu disastroso. Lo scoppio causò paura tra i circa 100.000 belgi ed altri civili e funzionari ancora residenti in Congo e rovinò la credibilità del nuovo governo, dato che si dimostrò incapace di controllare le proprie forze armate. Per esempio, la comunità bianca a Luluabourg venne assediata in fortificazioni improvvisate per tre giorni, fino a che venne salvata da paracadutisti dell'esercito belga.
Questa violenza portò subito ad un intervento militare del Belgio in Congo, in uno sforzo apparente di garantire la sicurezza dei cittadini (il precedente intervento a Luluabourg era stato contro gli ordini). Il rientro di queste forze fu una chiara violazione della sovranità nazionale della nuova nazione, in quanto non aveva richiesto l'assistenza belga (vedi Crisi del Congo).
Poco dopo, la FP venne ribattezzata come Esercito Nazionale Congolese (Armée Nationale Congolaise (ANC)), e il suo comando venne africanizzato.
La catena di eventi che era iniziata alla fine portò Joseph Mobutu (Mobutu Sese Seko), un ex sergente maggiore nell'ambito del programma dei quadri che era stato promosso a capo di stato maggiore dell'ANC dal primo ministro Patrice Lumumba, ad ottenere potere e a stabilire la sua cleptocrazia dittatoriale. Il suo regime rimase al potere fino al maggio 1997.

## Aviazione
Prima dell'indipendenza, la componente aerea della Force Publique (Avi/Avimil, Aviation militaire de la Force publique) aveva sede principalmente nell'aeroporto di N'Dolo, Leopoldville. Il ruolo dell'Avimil includeva il trasporto di passeggeri, forniture mediche e altri beni, nonché impegnarsi nei voli di collegamento e nei doveri di riconoscimento. Tra il 1944 e il 1960 i seguenti aeromobili disarmati ed elicotteri vennero utilizzati dall'Avimil:
- Stampe Vertongen SV 7-4B (V-40 a 46),
- Airspeed Oxford Mk.I AS.10 6 (A-21 a 26)
- Airspeed Consul AS.65 6 (C-31 a 36),
- 12 De Havilland DH.104 Dove (D-10 a 22)
- 1 De Havilland DH.114 Heron 2 (OO-CGG),
- 2 Sikorsky H-19D (S-41 & 42),
- Due Sikorsky S-55 (S-43 & 44),
- 3 Sud Aviation Alouette II SE.3130 (Artouste) (A-51 a 53)
- 3 Piper L-18C Super Cub (P-61 to 63) (loan from the Light Aviation of the Army Belgian Army).

Al momento dell'indipendenza, il 30 giugno 1960, l'Avimil venne posta sotto il controllo del nuovo governo della Repubblica Democratica del Congo, e continuò le sue missioni fino al 20 luglio 1960. In questa data il capo delle forze belghe in Congo ordinò la riunione del personale non congolese e dei velivoli operativi ('des appareils en état de vol') alla base del Belgio a Kamina. Il 23 agosto vennero trasferiti a Elizabethville, e il 26 agosto si consegnarono ufficialmente ai secessionisti del Katanga.